# Омфаліна
Омфаліна (Omphalina) — рід грибів родини трихоломові (Tricholomataceae). Назва вперше опублікована 1857 року.

## Опис
В Україні зустрічаються:
- Omphalina demissa — Омфаліна низинна[3]
- Omphalina pyxidata — Омфаліна коробочковидна[4]

## Гелерея

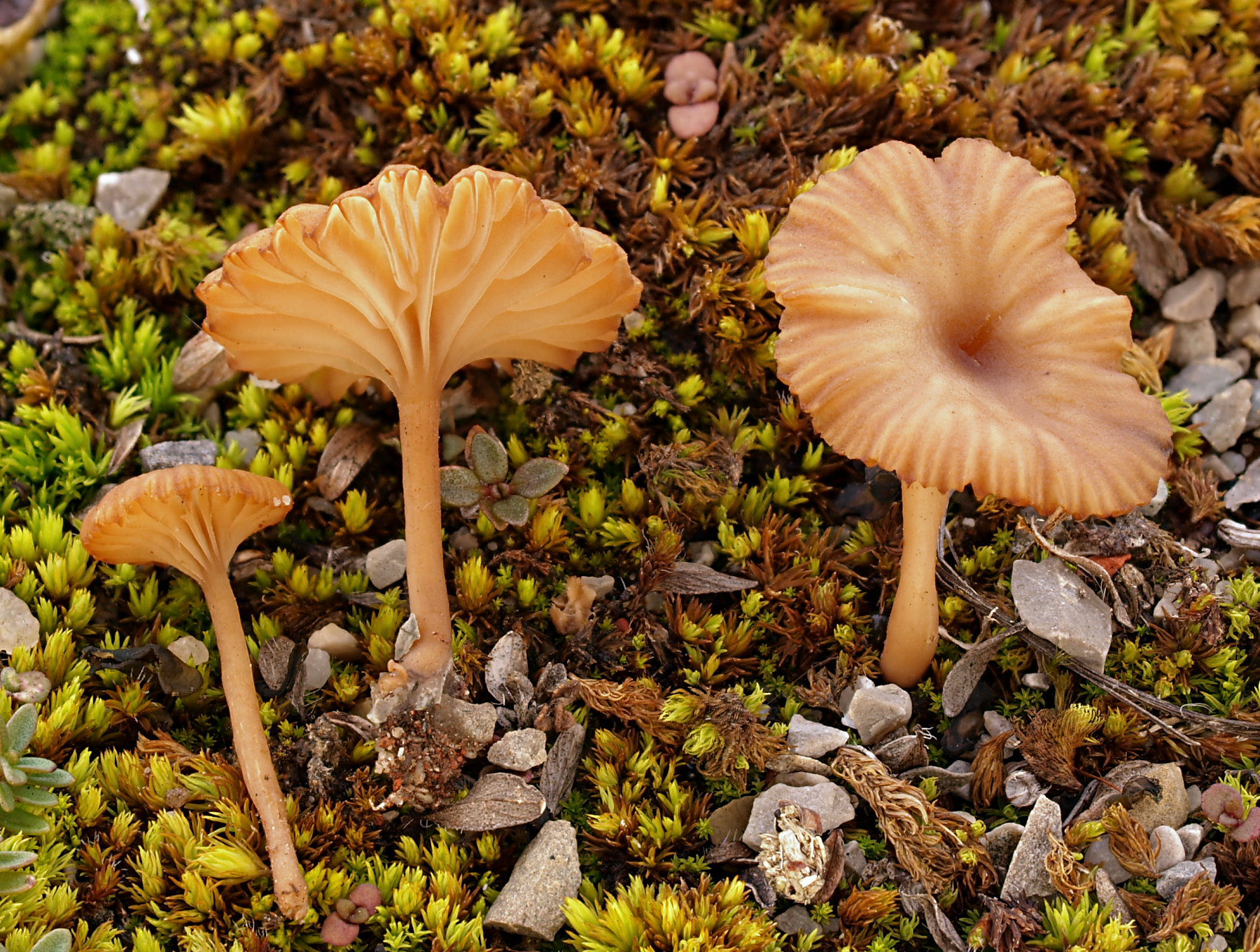
Omphalina pyxidata
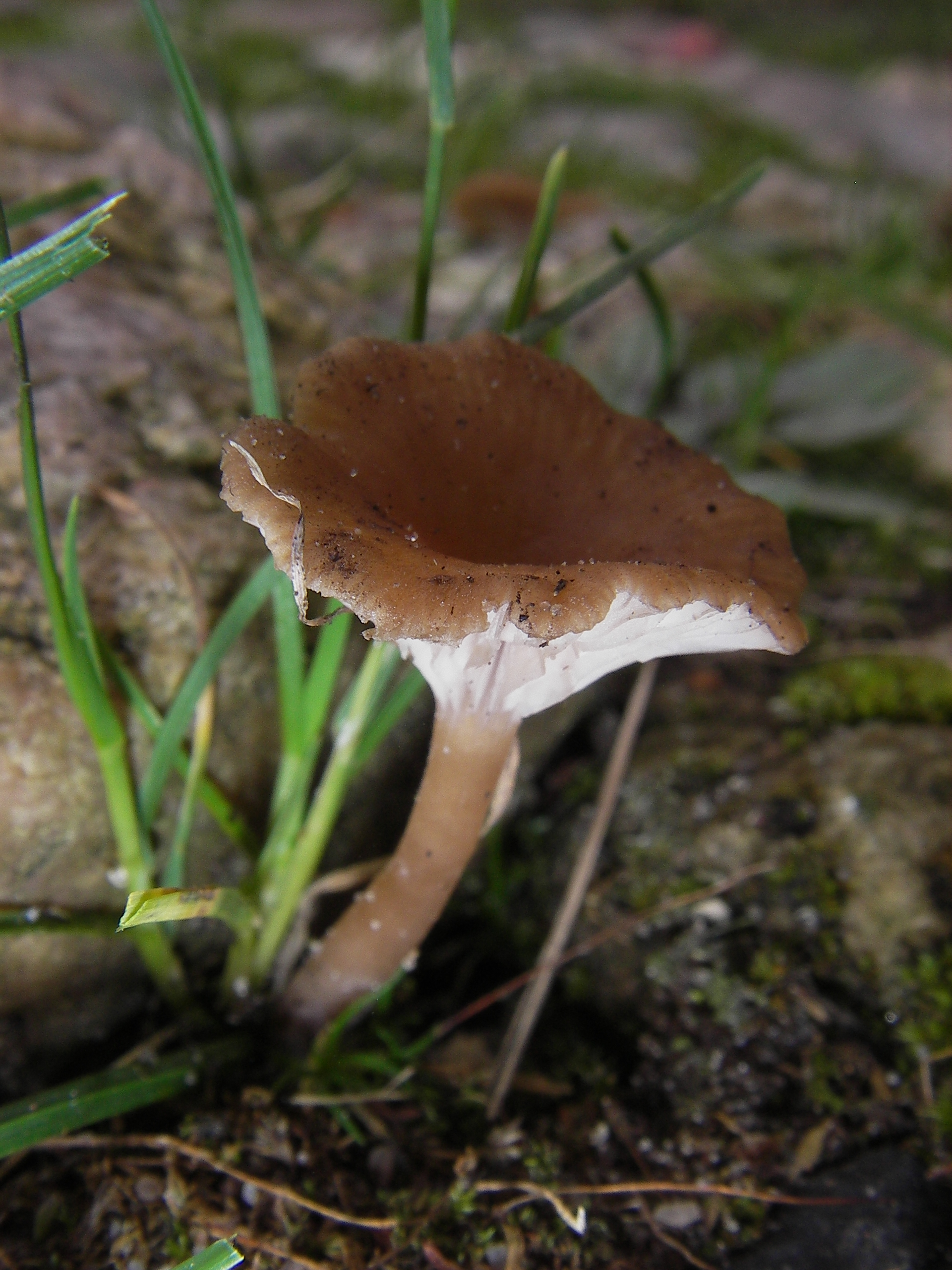
Omphalina pyxidata